# Official Girl
Official Girl (em português, Garota Oficial) é um single da cantora norte-americana Cassie, lançado em 5 de agosto de 2008. Foi incluído em um mixtape da mesma em 2014 e no CD de gravação promocional Promo Only: Urban Radio (September 2008). O single foi produzido por Danja e escrito por The Clutch, com a participação especial do rapper Lil Wayne. O remix com Lil Wayne tem um instrumental ligeiramente diferente do original, porém no remix do iTunes, com Lil Wayne, tem o mesmo instrumental que o original. O video da canção encontra-se no You Tube, no qual foi lançado através da Atlantic Records.

## História
Cassie declarou que ela está mais "vulnerável" em suas novas canções, e que o seu canto pode ser ouvido melhor.  Ela sentiu que havia "uma verdadeira emoção e uma verdadeira conexão com seus fãs".  Cassie disse que seria seu primeiro single um "clube de recordações, algo divertido e dançante, e citou "My House", "Push It" e "Thirsty" como possíveis singles para o seu segundo álbum (este até então não lançado).

## Letra
Cassie disse que "Official Girl" foi "um grande primeiro single para ela, porque esse single “já diz alguma coisa sobre ela”.  Cassie esperava que a canção pudesse espalhar a mensagem da garota e capacitar as meninas para poderem levantar e assumir o controle dos seus relacionamentos românticos.  Ela disse que ela "se apaixonou por discos como o de Beyoncé”. Em Irreplaceable,  você pode atribuir a si mesmo emocionalmente as suas lembranças logo que você ouve. “Eu não queria algo tão vago e tão clubby, porque eu queria que as pessoas me vissem como uma mulher que tem algo a dizer". Cassie definiu uma Garota Oficial como "alguém em um grande relacionamento”.
“Você está atento, você é honesto, mas, ao mesmo tempo, você pode deixar passar um pouco. Para ser um funcionário, você só tem que andar para o seu outro significativo e apoiá-lo 100 por cento”.

## Lançamento e Recepção do Single
"Official Girl" teve uma versão digital com o rapper Lil Wayne em 5 de agosto de 2008, e atingiu um pico de número 10 em iTunes R & B / Soul gráficos.  A canção foi liberada para as rádios no dia 16 de setembro de 2008 nos Estados Unidos.
"Official Girl" recebeu variadas críticas em relação ao clipe e à música. August Brown, de The Los Angeles Times, disse que “Official Girl” não foi o melhor trabalho de Cassie, pelo fato de que ela é muito agressiva e inconveniente, e em qualquer canção ainda tenta não estourar nas rádios. Porém, Jocelyn de Vena, da MTV americana, sentiu que a personalidade de Cassie vem através de “Official Girl” e de cada novo lançamento seu.

## Videoclipe
Gravado no mês de abril em Los Angeles, Cassie estreou o vídeo para a música "Official Girl" em 22 de agosto de 2008 no programa FNMTV Friday Night nos Estados Unidos. O vídeo foi dirigido pelo diretor Chris Robinson. Ela diz que sua coreografia está em um nível totalmente novo, e que ela "Nunca se viu dançando assim antes".  Cassie disse que ela se surpreendeu com os versos escritos por Lil Wayne e ela o descreveu como "um dos melhores rappers até o momento".  Ela disse que estava muito animada quando Wayne disse que seria maravilhoso gravar este video com ela. Cassie descreveu o vídeo da trama como "uma série de coisas", onde ela está na "fase garota maluca".  Ela disse que o clipe é o "voar sobre a garota, esta está indo para o hotel, você vê do lado de fora da situação dela, fala com o cara que ela acha que está lá, mas na verdade não está. “Você tem que ver isso. É difícil de explicar”, diz. O vídeo para a música "Official Girl" estreou no número 3 no Total Request Live, no dia 2 de setembro de 2008. Em 9 de setembro de 2008, o vídeo chegou no topo da lista do TRL, batendo a música da cantora Pink, So What.Também ficou em 3º no 106 & Park (programa do BET), no dia 20 de Outubro.
Cassie aparece em um carro Bugatti Veyron no video. O single não foi um "sucesso" nas paradas da Billboard, porém seu video foi um sucesso no 106 & Park ficando no número #3 na contagem regressiva. O vídeo estreou em primeiro lugar na lista dos U.S. Billboard Hot Videoclip Tracks estadunienses, na edição de 13 de setembro da Billboard.